# دلفتية ملتهمة الحمض
دلفتية ملتهمة الحمض (الاسم العلمي: Delftia acidovorans) هي نوع من البكتيريا، سلبية الغرام، تتبع جنس الدلفتية.